# Ultimàtum britànic de 1890

Mapa de color de rosa

Mapa que mostra el control britànic incomplet de la ruta del Cap al Caire l'any 1913, poc abans de la Primera Guerra Mundial
Colònies britàniques
Colònies portugueses

L'Ultimàtum britànic de 1890 fou un ultimàtum del govern britànic de Robert Gascoyne-Cecil —lliurat l'11 de gener de 1890 amb un "Memoràndum"— al govern portugués, comminant-lo a retirar les seues forces militars del territori comprés entre les colònies de Moçambic i Angola, en les actuals Zàmbia i Zimbàbue, amb el pretext d'un incident ocorregut entre portuguesos i macololos, però realment per instigació del magnat dels diamants sud-africans Cecil Rhodes. La zona la reclamava Portugal, que l'havia inclòs en el famós mapa de color de rosa, i reclamà a partir de la Conferència de Berlín una franja de territori que anava d'Angola a la contracosta, o siga, a Moçambic.
La impossibilitat de resistència davant un estat tradicionalment aliat i protector de Portugal provocà el desencadenament de greus aldarulls, incloent-hi manifestacions davant el Palau del Miradouro de Santa Catarina a Lisboa, la residència del ministre d'Afers exteriors Henrique de Barros Gomes i la immediata caiguda del govern de José Luciano de Castro; el 14 de gener es nomenà un nou ministeri presidit per António de Serpa Pimentel. Aquest fet inspirà la lletra de l'himne nacional portugués i fou considerat pels historiadors portuguesos i polítics de l'època l'acció més escandalosa i infame del Regne Unit contra el seu aliat més antic.
S'inicià així un profund moviment de descontentament social, que implicà directament la família regnant, vista com massa propera als interessos britànics enmig de la decadència nacional feta palesa per l'ultimàtum. Els republicans capitalitzaren aquest descontentament, i iniciaren una ampliació de la seua base social que conduí a la proclamació de la I República portuguesa el 5 d'octubre de 1910.

## Antecedents
A mitjan s. XIX, durant l'anomenada Cursa per l'Àfrica, el Regne de Portugal reclamà vastes àrees del continent africà pel seu "dret històric", basat en la primacia de la invasió. Això xocava amb les principals potències europees. La creixent presència britànica, francesa i alemanya al continent amenaçava l'hegemonia portuguesa, com alertà Silva Porto, comerciant de l'altiplà del Bié, que hi sol·licità un destacament portugués. De la dècada de 1870 ençà queda clar que el "dret històric" no hi bastava: a la intensa exploració científica i geogràfica europea seguia, en la majoria dels casos, l'interés econòmic. Entre 1840 i 1872 David Livingstone explorà Àfrica Central, on poc després s'instal·la la Companyia britànica d'Àfrica del Sud. Al 1874 Henry Morton Stanley explora el riu Congo i el financia el rei Leopold II de Bèlgica, que al 1876 crea una associació per colonitzar el Congo ignorant els interessos portuguesos a la zona.
Al 1875, 74 individus, entre aquests Luciano Cordero, funden la Societat de Geografia de Lisboa per recolzar l'exploració com la resta d'europeus. Es crea també la Comissió d'Àfrica, que prepara les primeres grans expedicions d'exploració finançades per Hermenegildo Capelo, Roberto Ivens i Alexandre de Serpa Pinto, que "descobriren" extensos territoris entre 1877 i 1886. Pretenien explorar el riu Cuango i la seua relació amb el riu Congo i comparar la seua conca hidrogràfica amb la del Zambezi, acabant de desvetlar el mapa de l'Àfrica centreaustral (el famós mapa color de rosa) i mantenint "estacions civilitzadores" portugueses a l'interior del continent. Mentrestant, el ministre d'Afers Exteriors
intenta reforçar la tradicional aliança lusitanobritànica proposant obrir Moçambic i l'Índia Portuguesa al comerç i navegació britànics, que a canvi reconeixia les seues exigències sobre el Congo.
El 1883, Portugal ocupa la zona nord del riu Congo. En la Conferència de Berlín (1884-1885), convocada per Otto von Bismarck per fixar les zones d'influència de cada potència europea a Àfrica i dirimir conflictes (incloent-hi l'oposició portuguesa i britànica a l'expansió de Leopold II de Bèlgica) l'aliança anglolusitana fracassà. A causa de la pressió de l'Imperi alemany i França, Portugal perd el control de la desembocadura del Congo en favor de Leopold II. Del Congo "portugués" només es mantingué Cabinda. Al febrer de 1885, l'elit de Cabinda signa el tractat de Simulambuco pel qual acceptava ser un protectorat de la corona portuguesa.
L'exigència de l'"ocupació efectiva" sobre l'ocupació històrica, determinada per la Conferència de Berlín obligà a reaccionar-hi. L'estat portugués diversificà els contactes internacionals i "va cedir" a França Guinea i a Alemanya el sud d'Angola a canvi del reconeixement de les terres interiors entre Angola i Moçambic. Nasqué així l'anomenat mapa de color de rosa, que feu públic al 1886 i que reclamava un territori que anava d'Angola a Moçambic. Per sustentar les reclamacions de sobirania, es llançaren campanyes d'explotació i "submissió" dels pobles de l'interior i la resistència fou sufocada per les anomenades "campanyes de conquesta i pacificació" executades per les forces armades.

## Conflicte i ultimàtum

El 1914, abans de la Primera Guerra Mundial, Europa dominava tota Àfrica tret d'Abissínia (actual Etiòpia) i Libèria, una mostra de l'imperialisme europeu que també provocà contínues tensions entre estats durant la colonització del continent, vist com molt desfavorable per a Itàlia i Alemanya i molt beneficiós per a França i Regne Unit. Altres estats com Portugal, Espanya o Bèlgica hi tenien unes poques colònies

El 1887, en conèixer els plans portuguesos, el primer ministre britànic Robert Gascoyne-Cecil rebutja reconéixer els territoris perquè considerava que "no estaven ocupats amb forces suficients per mantenir l'ordre, protegir els estrangers i controlar els nadius". Portugal intentà tancar el riu Zambezi a la navegació, reclamà la vall del llac Malawi, una franja que aïllava les colònies britàniques del sud.
El gener de 1890 Paiva Couceiro estava estacionat amb 40 soldats a Bié, a Angola, a Barotselàndia per intentar "avassallar" els indígenes. Alhora, al costat del llac Malawi, a Moçambic, les forces d'Alexandre Serpa Pinto llevaren les banderes angleses en un espai cobejat i controlat pel Regne Unit.
L'11 de gener de 1890, amb l'excusa de l'"incident Serpa Pinto" el Regne Unit exigeix la immediata retirada de les forces militars portugueses del territori comprés entre Moçambic i Angola, en l'actual Zimbàbue. Portugal abandonà les seues pretensions, que Salisbury considerava que es basaven en "arguments arqueològics" d'ocupació: l'expansió colonial africana va finalitzar.
Les pretensions portugueses expressades en el mapa de color de rosa xoquen amb la Companyia Britànica d'Àfrica del Sud i el megaprojecte anglés de crear una línia de ferrocarril que travessàs tot el continent africà de nord a sud i unís el Caire i El Cap. Aquest projecte promogut per Cecil Rhodes mai es dugué a terme per les seues dimensions, els obstacles climàtics i geogràfics i l'oposició portuguesa, així com per l'incident de Fashoda, que entre 1897 i 1898 posà França i el Regne Unit a la vora d'una guerra.

## Impacte
Alimentant aquest ambient de quasi insurrecció, el 23 de març, António José de Almeida, estudiant universitari de Coïmbra i futur president de la república, publica un article titulat «Bragança, o último», considerat calumniós per al rei, i el va empresonar. L'11 d'abril es posa a la venda Finis Patriae de Guerra Junqueiro, que ridiculitza la figura del rei. L'1 d'abril, l'explorador Silva Porto es va suïcidar embolicat en una bandera portuguesa després d'unes negociacions fallides amb els indígenes. Aquest suïcidi fou atribuït a l'ultimàtum i generà una profunda commoció nacional; el seu funeral fou molt concorregut a Porto.
Formalitzant la decadència i dependència portuguesa, el 20 d'agost se signa el tractat de Londres entre el Regne de Portugal i el Regne Unit de Gran Bretanya i Irlanda, que defineix els límits territorials d'Angola i Moçambic. El tractat fou publicat en el Diari del Govern el 30 d'agost i presentat al Parlament el mateix dia; això provocà noves protestes i una nova caiguda del govern. Un any després, l'11 de juny de 1891, la Qüestió de Barotselàndia, referida a l'establiment de fronteres a Angola, es resolgué entre Portugal i el Regne Unit incloent el Regne de Barotselàndia dins de l'esfera d'influència britànica amb l'arbitratge de Víctor Manuel III d'Itàlia.
Per aquesta submissió als interessos britànics, apareix a Lisboa la Lliga Liberal, moviment de protesta presidit per Augusto Fuschini i Joâo Crisóstomo contra el tractat de Londres. La Lliga convocà una reunió, al Teatre São Luis, en què van participar prop de 400 oficials. Després de 28 dies de crisi política el 14 d'octubre es forma un govern extrapartidari, presidit per João Crisóstomo. El govern és recolzat per la Lliga Liberal, i la situació es tranquil·litza.
Els esdeveniments desencadenats per l'ultimàtum britànic de l'11 de gener de 1890 marcaren fermament l'evolució política portuguesa, amb un seguit de fets que culminaren en la fi de la monarquia constitucional i en el reforçament de la consciència col·lectiva portuguesa cap al seu imperi colonial, i això va tenir greus conseqüències al llarg del segle xx.
Per exemple, es veié en la posterior insistència de l'Estado Novo de preservar tant sí com no l'imperi colonial portugués com a reducte de l'"orgull patri" i de negar-se a la descolonització des del 1950. Més tard, la impossibilitat de guanyar la Guerra colonial portuguesa africana fou un dels estímuls per a la Revolució dels clavells impulsada pels militars i la caiguda de l'Estado Novo de Marcelo Caetano, successor d'António d'Oliveira Salazar.